# Karl Schmidt (Rechtshistoriker)
Karl Joseph Liborius Schmidt (* 1. August 1836 in Paderborn; † 7. April 1894 in Colmar) war ein deutscher Rechtshistoriker.

## Leben und Werk
Schmidt wurde als Sohn des Arztes Joseph Hermann Schmidt geboren, sein Bruder war der Zentrumspolitiker Otto Schmidt. Schmidt war Rat am Oberlandesgericht in Colmar und mit der Tochter des Gerichtspräsidenten Friedrich Wilhelm Bleibtreu verheiratet. Bekannt wurde er vor allem durch seine umfassende Forschung zum Ius primae noctis. Sein 1881 veröffentlichtes Buch gilt als das erste neutral-wissenschaftliche Werk und bis heute als eines der wegweisenden Bücher zum Thema. 1877 trat er für die Zentrumspartei im Wahlkreis Trier an, unterlag dort jedoch dem Kandidaten der Deutschen Reichspartei.

## Werke
- Répertoire bibliographique strasbourgeois jusque vers 1530. Heitz, 1893.
- Die Confession der Kinder nach den Landesrechten im deutschen Reiche. Herder, 1890.
- Slavische Geschichtsquellen zur Streitfrage über das jus primae noctis. In: Zeitschrift der Historischen Gesellschaft für die Provinz Posen, Erster Jahrgang, Posen 1885, S. 323–356 (Google Books).
- Der Streit über das jus primae noctis. Unger, 1884.
- Jus primae noctis. Eine geschichtliche Untersuchung. Herder, 1881.
- Entscheidungen deutscher Kassationshöfe als Noten zum code d'instruction criminelle für Elsass-Lothringen, Rhein-Preussen, Rheinhessen und Rheinpfalz. 1878.